# Sailor Moon

Logo der Manga-Erstauflage

Sailor Moon (jap. 美少女戦士セーラームーン, Bishōjo Senshi Sērā Mūn; zu Deutsch Schöne Mädchenkriegerin Sailor Moon, früherer offizieller internationaler Titel „Pretty Soldier Sailor Moon“, jetzt „Pretty Guardian Sailor Moon“) ist eine Mangareihe der japanischen Zeichnerin Naoko Takeuchi. Neben der bekanntesten Adaption des Werks als Animeserie sowie dem Remake Sailor Moon Crystal von 2014 wurde es unter anderem auch in Form von Kinofilmen, Spielen und Musicals umgesetzt.
Hauptfigur von Manga und Anime, die in die Genres Fantasy, Shōjo und Magical Girl einzuordnen sind, ist das Schulmädchen Usagi Tsukino. Dieses erhält magische Kräfte und kämpft als Sailor Moon gemeinsam mit ihren Freundinnen, den Sailor-Kriegerinnen, gegen das die Welt bedrohende Königreich des Dunkeln. Sie kämpfen für Liebe und Gerechtigkeit. Sowohl Manga- als auch Fernsehserie gehören zu den international erfolgreichsten und bekanntesten Animes und Mangas und gelten als Wegbereiter dieser Medien in der westlichen Welt.

## Inhalt

### Handlung
Das tollpatschige Mädchen Usagi Tsukino (in der Erstübersetzung und im Anime Bunny Tsukino) trifft eines Tages die sprechende Katze Luna (lat. Mond, außerdem Name der römischen Mondgöttin), die dem Mädchen ihr Schicksal als Sailor Moon, Kriegerin für Liebe und Gerechtigkeit, offenbart. Bunny muss die Mondprinzessin finden, da es eine geheimnisvolle Macht gibt, die die Erde und den Mond bedroht. Nur die Mondprinzessin ist in der Lage, diese bösen Mächte zu besiegen und für immer aus der Galaxie zu verbannen. Sie bedient sich dabei des Silberkristalls, der wohl stärksten Waffe im Universum, der demjenigen das Leben nimmt, der seine volle Macht entfaltet. Nach und nach trifft sie die Sailor-Kriegerinnen Merkur, Mars, Jupiter und Venus, die ihr, mit ihren eigenen, speziellen Angriffen, aber vor allem mit ihrer Freundschaft und Liebe, im Kampf gegen das Böse zur Seite stehen. Seit der ersten Folge, seit dem ersten Kampf, den Sailor Moon zu bestehen hatte, steht ihr auch Tuxedo Mask zur Seite und hilft ihr immer wieder gegen die Bösewichte anzutreten. Schon bald stellt sich heraus, dass Bunny selbst die Mondprinzessin ist, nach der sie schon die ganze Zeit sucht. Nachdem sie ihren ersten großen Feind besiegt hat, kommen aber neue Feinde und bedrohen die Erde. Bunny, oder Sailor Moon, muss sich also stetig weiterentwickeln, sich immer schwierigeren Gegnern stellen, bis sie in der letzten Episode durch ihre pure Existenz, ohne Waffen und jegliche Angriffe, den letzten und größten Feind – die stärkste Sailor-Kriegerin der Galaxis, Sailor Galaxia – allein durch eine Berührung und die Fähigkeit zu lieben, zu vergeben, und in jedem Bösewicht eine gute Seite zu sehen, besiegt.
Sailor-Kriegerinnen sind die Beschützer der Himmelskörper im Universum. Jedes Lebewesen besitzt einen sogenannten Sternenkristall (Star Seed). Sailor-Kriegerinnen sind die Prinzessinnen ihrer jeweiligen Himmelskörper und ihre besonders hell strahlenden Sternenkristalle (im Anime „echte Sternenkristalle/True Star Seeds“, im Manga „Sailor Crystals“) helfen ihnen, sich in Sailor-Kriegerinnen zu verwandeln, um so ihr Sonnensystem bzw. ihren Heimatplaneten zu beschützen. So gesehen besitzt jeder Planet eine Sailor-Kriegerin – mit Ausnahme der Erde. Das hat sie auch gar nicht nötig, denn sie wird einerseits von außen durch das Mondreich und andererseits von innen durch das Goldreich (im Original Golden Kingdom) geschützt. Der Prinz der Erde, Endymion (Mamoru in der Gegenwart), repräsentiert die Erde anstatt einer eigenen Sailor-Kriegerin für diesen Planeten, da er den Sternenkristall der Erde trägt, der im Manga außerdem der Goldene Kristall ist.
Die Sailor-Kriegerinnen teilen sich in folgende Gruppen auf:
1. Innere Kriegerinnen / Inner Senshi, bestehend aus Sailor Merkur (im Original Sailor Mercury), Sailor Mars, Sailor Jupiter und Sailor Venus. Sie sind die Leibwächterinnen der Mondprinzessin Serenity (Sailor Moon).
2. Äußere Kriegerinnen / Outer Senshi, bestehend aus Sailor Uranus, Sailor Neptun (im Original Sailor Neptune), Sailor Pluto und Sailor Saturn. Uranus und Neptun beschützen das Sonnensystem vor Gegnern von außerhalb. Pluto ist die Wächterin des „Tores von Raum und Zeit“ und Saturn die mächtige Kriegerin der Vernichtung und Wiedergeburt.
(Die Bezeichnungen „Inner Senshi“ und „Outer Senshi“ (bezogen auf die Lage der Planeten im Sonnensystem, oder auf die Distanz zwischen den Kriegerinnen und ihrer Prinzessin) werden im Manga und Anime nicht verwendet, haben aber in der Fangemeinde weite Verbreitung gefunden.)
3. Sailor Quartet (von Fans auch Asteroid Senshi genannt), bestehend aus Sailor Ceres (Selesele, im Original CereCere), Sailor Pallas (Parapara, im Original PallaPalla), Sailor Juno (Junjun) und Sailor Vesta (Besubesu, im Original VesVes). Die vier Kriegerinnen sind nach den Himmelskörpern Ceres, Pallas, Juno und Vesta benannt, die im Zeitraum der Entstehung des Mangas als Asteroiden klassifiziert wurden. Seit 2006 zählt Ceres zu den Zwergplaneten. Die Aufgabe des Quartetts ist das Beschützen von Neo-Königin Serenitys (Sailor Moon in der Zukunft) Tochter, Prinzessin „Kleine Lady“ Serenity (Sailor Chibi Moon). Sie erscheinen in ihrer Sailor-Form nur im Manga und im Reboot des „Sailor Moon“-Anime, im Anime sind sie das „Amazonen-Quartett“.
4. Sailor Animamates: Diese Kriegerinnen verfügen zwar über Sailor-Kräfte, sind im Manga aber nicht die wahren Sailor-Kriegerinnen ihrer Heimatplaneten. Im Anime hingegen waren sie echte Sailor-Kriegerinnen, die einst auf der guten Seite standen. Sie wurden von Sailor Galaxia unter ihre Herrschaft gezwungen. Sie bestehen aus Sailor Iron Mouse (Maus), Sailor Aluminum Seiren (Sirene), Sailor Lead Crow (Krähe), Sailor Tin Nyanko (Katze) und Sailor Heavy Metal Papillon (Schmetterling). Letztgenannte taucht im Anime nicht auf.
5. Sailor Starlights, bestehend aus Sailor Star Fighter, Sailor Star Healer und Sailor Star Maker. Sie sind die Beschützer eines anderen Planetensystems und der Prinzessin des Planeten Kinmoku – Prinzessin Kakyuu. Diese ist im Manga zudem die Sailor-Kriegerin von Kinmoku, Sailor Kakyuu. Der Planet ist nach der Süßen Duftblüte benannt, die in einer Version der Legende des Hasen im Mond vorkommt.

### Charaktere
Die Namen der Charaktere haben mehrere Bedeutungen oder wurden nach einer Systematik vergeben. So sind die Sailor-Kriegerinnen nach den Elementen benannt, die in Japan traditionell den Planeten zugeordnet werden. Die Gegenspieler sind nach Mineralen, aber auch zum Teil nach Planeten, Asteroiden oder mythologischen Wesen benannt.
Sailor Moon
Usagi/Bunny Tsukino (月野 うさぎ Tsukino Usagi = „Mondhase“) ist ein sorgloses Schulmädchen, das eine sehr große Fähigkeit zur Liebe besitzt. Sie ist sehr oft eine ängstliche Heulsuse, die es zunächst hasst, dass sie das Böse bekämpfen muss. Nach und nach lernt sie aber, mit ihrer Verantwortung umzugehen. In ihrem früheren Leben war sie Prinzessin Serenity (lat. serenitas = Heiterkeit), die Tochter der Königin Serenity (Inkarnation der griechischen Mondgöttin Selene) des Mondkönigreichs, des sogenannten Silberjahrtausends (im Original Silver Millennium). Dieses steht auf einem realen Ort auf dem Mond, Mare Serenitatis.
Sie hat einen jüngeren Bruder, Shingo Tsukino, welcher sie wegen ihrer schlechten Schulnoten neckt.
Sailor Merkur (in der Manga-Neuauflage Sailor Mercury)
Ami Mizuno (水野 亜美 Mizuno Ami = Schönheit des Wassers) ist ein ruhiger Bücherwurm aus Bunnys Schule. Sie ist hochintelligent, talentiert und allgemein gebildet. Als Sailor Merkur hat sie Macht über das Wasser, da im Japanischen der Merkur als Wasserstern bezeichnet wird. Eines Tages will Ami wie ihre Mutter Ärztin werden.
Sailor Mars
Rei Hino (火野 レイ Hino Rei = mögliche Übersetzung: Geist des Feuers) lebt mit ihrem Großvater in einem Schrein und arbeitet als Miko. Deshalb hat sie einen siebten Sinn für das Böse. Als Sailor Mars kann sie das Feuer manipulieren. Der Planet Mars hat eine blutrote Oberfläche wie Feuer und bekam seinen Namen nach dem römischen Kriegsgott Mars. Es ist also kein Zufall, dass Sailor Mars die kriegerischste der Sailor-Kriegerinnen ist. Im Japanischen wird der Mars als Feuerstern bezeichnet. Sie kann sehr durchsetzungsstark sein und wirkt oft durch Bunnys Verhalten genervt, kümmert sich dann aber doch sehr um sie.
Sailor Jupiter
Makoto Kino (木野 まこと Kino Makoto = Aufrichtigkeit der Bäume) ist sehr groß und kräftig – deshalb ist sie unheimlich stark und kann gut kämpfen, passenderweise ist der Planet Jupiter der größte in unserem Sonnensystem. Wenn sie Sailor Jupiter ist, hat sie Macht über Blitze und Pflanzen (der römische Gott Jupiter schickte Blitze auf die Erde, wenn er zornig war). Im Japanischen wird der Jupiter als Holzstern bezeichnet. Nachdem Makotos Eltern bei einem Flugzeugabsturz gestorben sind, hat sie früh lernen müssen, allein zurechtzukommen. Ihre Interessen beinhalten Haushalten, Kochen, Kampfsport und Gärtnern. Außerdem sieht sie in jedem gutaussehenden Jungen ihren Ex-Freund oder Abiturienten, der ihr das Herz gebrochen hat. Makoto ist ein liebenswertes Mädchen, am liebsten bekocht sie ihre Freunde.
Sailor Venus
Minako Aino (愛野 美奈子 Aino Minako = Schönes Kind der Liebe) hat schon vor ihrem Zusammentreffen mit Bunny und den anderen eine Heldenkarriere als Sailor V. Deshalb hat sie auch ihren eigenen Vertrauten, den Kater Artemis (die griechische Göttin Artemis ist Schutzgöttin des Waldes, gilt aber auch als Mondgöttin). Im Sailor-Team nennt sie sich Sailor Venus, und sie ist Bunny in vielen Hinsichten ähnlich. Sie hat die Kräfte der Herzen und des Lichts und ist die Wächterin der Liebe (Venus ist die römische Liebesgöttin). Sie bezeichnet sich selbst daher immer als Kriegerin der Liebe und der Schönheit. Ihre Willensstärke macht sie zu einer starken Kriegerin. Im Japanischen wird die Venus als Gold- oder Metallstern bezeichnet. Ihr Traum ist es, ein Idol zu werden.
Tuxedo Mask, im Original „Tuxedo Kamen“
Mamoru Chiba (地場 衛 Chiba Mamoru = Den Erdplatz zu schützen) hatte als Kind einen schweren Unfall, der ihm sowohl sein Gedächtnis als auch seine Eltern nahm. Er hat immer wieder prophetische Träume, die ihn auch dazu brachten, als Tuxedo Mask (タキシード仮面 Takishīdo Kamen; kamen = Maske) aufzutreten und zusammen mit Sailor Moon gegen das Böse zu kämpfen. Mamoru war in seinem früheren Leben der Prinz der Erde mit dem Namen Endymion (in der griechischen Mythologie war Endymion der Geliebte der Mondgöttin Selene) und der Geliebte der Mondprinzessin Serenity. Nachdem er und Bunny sich zunächst nicht mochten, erinnern sich beide aber an ihre Beziehung in ihrem früheren Leben und verlieben sich wieder ineinander. In der Anime-Fassung befreit er vornehmlich Sailor Moon aus misslichen Lagen, indem er aus dem Hintergrund gezielt messerscharfe Rosen auf die Feinde der Kriegerinnen wirft. Dieser Überraschungsangriff verschafft Sailor Moon meistens die Gelegenheit, den Feind mit ihrem Zepter unschädlich zu machen.
Sailor Chibi Moon
Chibiusa Tsukino (ちびうさ Tsukino Chibiusa = Kleiner Hase des Mondes), die eigentlich wie ihre Mutter Usagi bzw. Bunny heißt und sich dementsprechend am Anfang auch so vorstellt, ist die zukünftige Tochter von Bunny und Mamoru und kommt aus dem 30. Jahrhundert. Sie hat eine ähnliche Frisur wie Bunny und ähnelt ihr auch in vielen Charaktereigenschaften. Sie verliebt sich in Pegasus (benannt nach der griechischen Sagengestalt), den in ein Einhorn mit Flügeln verwandelten Helios (griech. Sonne, außerdem Name des Sonnengottes Helios). Im Manga ist Chibiusa trotz ihres kindlichen Aussehens 900 Jahre alt. Im Kristall-Tokio (Crystal Tokyo) des 30. Jahrhunderts herrscht nämlich das Zeitalter der Langlebigkeit, in dem die Menschen durch den Silberkristall 1000 Jahre alt werden.
Sailor Chibi Chibi Moon (Sailor Cosmos)
Chibi Chibi (ちびちび), ist im Anime der Sternenkristall von Sailor Galaxia und wird auch als Licht der Hoffnung bezeichnet. Sie verwandelt sich in ein Schwert, um gegen das Chaos im Kampf mit Sailor Moon zu kämpfen. Im Manga ist ihre wahre Form hingegen Sailor Cosmos (Gegenbegriff zum Chaos), die aus einer weit entfernten Zukunft in die Gegenwart von Sailor Moon reist, um sie davon zu überzeugen, das Chaos zu zerstören, bevor es seine Sailor-Form, Sailor Chaos, erreichen kann.
Sailor Pluto
Setsuna Meioh (冥王 せつな Meiō = König der Unterwelt, Setsuna = Augenblick, Moment) taucht zunächst nur als Sailor Pluto, die Wächterin von Raum und Zeit, auf. Erst später wird klar, dass sie auch als Studentin auf der Erde lebt. Zu Chibiusa hat sie ein besonderes Verhältnis und ist für sie eine Art Ersatzmutter. Chibiusa nennt sie „Pu“. Sie ist im Besitz einer der drei Talismane, dem „Garnet Orb“, einem Juwel, der die Spitze ihres Granatzepters (Garnet Rod) darstellt.
Sailor Uranus
Haruka Tenoh (天王 はるか Ten'nō Haruka = Ferner Himmelskönig) gibt sich meistens eher männlich. Bevor sie eine Sailor-Kriegerin wurde, wollte sie Rennfahrerin werden. Sie ist sehr sportlich und kann in keiner Sportdisziplin geschlagen werden. Als Sailor Uranus ist sie die Kriegerin des Himmels und im Besitz einer der drei Talismane, dem „Space Sword“. Meistens geht sie ihren eigenen Weg und das auch auf Kosten anderer – außer Neptuns. Obwohl sie die Kriegerin des Himmels ist und oft sagt, dass sie wie der Wind sei, benutzt sie auch Kräfte des Bodens bzw. der Erde. Im Japanischen wird der Uranus als Stern des Himmelskönigs bezeichnet.
Sailor Neptun (in der Manga-Neuauflage Sailor Neptune)
Michiru Kaioh (海王 みちる Kaiō = Meereskönig) ist wie Sailor Uranus, Pluto und Saturn eine Outer Senshi. Daher hat sie wie die anderen Outer Senshi eine größere Macht als die Inner Senshi. Als Sailor Neptun kann sie die Kräfte des Meeres kontrollieren, zudem besitzt sie einen der drei Talismane, den „Deep Aqua Mirror“. Im Japanischen wird der Neptun als Stern des Meereskönigs bezeichnet. Zunächst arbeitete sie allein, traf dann aber auf Sailor Uranus, in die sie sich verliebte. Michiru ist hochbegabt, spielt Violine und malt. Sie hat schon viele Konzerte gegeben und ihre Bilder wurden schon oft in Galerien ausgestellt.
Sailor Saturn
Hotaru Tomoe (土萠 ほたる Tomoe Hotaru = Glühwürmchen, das vom Grund sprießt) ist die beste Freundin von Chibiusa. Sie ist eher ruhig und wirkt verschlossen. Oft hat sie Schwächeanfälle, die sich im Laufe der Geschichte aber geben. In der dritten Staffel ergreift der Messias der Stille, Mistress 9, Besitz von ihrem Körper. Allerdings schlummert in ihr die Seele von Sailor Saturn, die im Kampf gegen Mistress 9 geweckt wird und diese mitsamt ihrem alten Körper zerstört. Als Sailor Saturn ist sie eine der mächtigsten Kriegerinnen überhaupt, bewaffnet mit einer Sense namens „Silence Glaive“. Saturn gebietet über die Stille und kann umfassende Verwüstungen bewirken, weswegen sie als „verbotene Kriegerin“ gilt. Nachdem Pharao 90 besiegt wurde, wird Hotaru wiedergeboren. Diese Vergangenheit wirft einen Schatten auf Hotaru. Sie steht immer ein bisschen am Rand, was auch daran liegt, dass sie in der fünften Staffel keine Kindheit hat.

### Wichtige Gegenstände
Verwandlungsfüller und -stäbeMit diesen verwandeln sich die Kriegerinnen in ihre Sailor-Egos. Die Füller benutzen die Inner Senshi in der ersten Staffel (Sailor Moon besitzt auch einen Füller, den Disguise Pen, mit dem sie sich in alles Erdenkliche verwandeln kann). Die Stäbe benutzen im Anime sowohl die Inner (Star Power Sticks) als auch die Outer Senshi (Lip Rods). Ihre Gestalt ändert sich in der vierten Staffel nach der neuen „Super“-Verwandlungsstufe (Crystal Change Rods). Im dritten Handlungsbogen des Mangas verwenden weder die Inner noch die Outer Senshi Füller oder Stäbe; ab dem vierten Handlungsbogen benutzen sie ihre Sailor-Kristalle als Broschen.
BroschenSailor Moon benutzt diverse Broschen zur Verwandlung. Ab der zweiten Staffel ist der Silberkristall in den Broschen untergebracht. Auch Sailor Chibi Moon verwandelt sich im Laufe der Serie mit insgesamt zwei Broschen.
Heiliger Gral (聖杯 Seihai)Damit kann Sailor Moon sich in der dritten Staffel in die wesentlich stärkere Inkarnation Super Sailor Moon verwandeln. Der Heilige Gral wurde mit Hilfe der drei Talismane gebildet. Im Manga wurde er durch die Vereinigung der Kräfte von Sailor Moon, Tuxedo Mask und Sailor Chibi Moon gebildet; außerdem gibt es im Manga einen zweiten Heiligen Gral für Sailor Chibi Moon, mit dem sie zu Super Sailor Chibi Moon wird. Im Manga erhält der Heilige Gral von Sailor Moon zudem ein Upgrade. Mit diesem und der Kraft der Schlösser der Sailor-Prinzessinnen verwandelt sie sich in ihre stärkste Form, Eternal Sailor Moon.
Silberkristall (幻の銀水晶 Maboroshi no Ginzuishō)Dabei handelt es sich um den mächtigen Sternenkristall des Mondes, den Prinzessin Serenity besitzt. Wenn Sailor Moon im Anime die volle Macht des Kristalls einsetzt, zerspringt er, was ihren Tod zur Folge hat. Ihre Mutter aus ihrem früheren Leben, Königin Serenity, ist auf ebendiese Weise gestorben, als sie ihre Tochter, Prinzessin Serenity, retten wollte. Auch Sailor Chibi Moon besitzt einen Silberkristall. Im Manga entwickeln sich zudem beide Silberkristalle im vierten Handlungsbogen weiter; Sailor Moons Silberkristall wird zum Silbermondkristall (Silver Moon Crystal), Sailor Chibi Moons Silberkristall zum Pinken Mondkristall (Pink Moon Crystal). Mit diesem verwandelt sich Sailor Chibi Moon im fünften Handlungsbogen in ihre „Eternal“-Form.
TalismaneDie drei heiligen Talismane, die im Anime den Heiligen Gral beschwören (siehe auch: Throninsignien Japans):
- Schwert (Space Sword) von Sailor Uranus, sie benutzt es für ihre „Space Sword Blaster“-Attacke, zu Deutsch „Schwert des Lichtes, sieg!“
- Spiegel (Deep Aqua Mirror) von Sailor Neptun, sie benutzt es für ihre „Submarine Reflection“-Attacke, zu Deutsch „Licht des Spiegels, sieg!“
- Juwel (Garnet Orb) von Sailor Pluto – thront auf ihrem Stab, dem Garnet Rod, sie benutzt es für ihre „Chronos Typhoon“-Attacke (taucht im Anime nicht auf) und um die Zeit anzuhalten, was ihr aber verboten ist und mit der Todesstrafe geahndet wird.

Sense (Silence Glaive)Sailor Saturn kann mit dieser Waffe ihre stärkste Attacke auslösen, wodurch sie allerdings stirbt. Ansonsten setzte sie damit oftmals einen Schutzschild frei, der selbst gegen die mächtigsten Angriffe standhielt.
ZepterSailor Moon benutzt ein Zepter, um ihre Gegner anzugreifen. In jeder Staffel hat sie ein anderes Zepter: in der ersten Staffel das Mondzepter von Luna (Moon Stick), in der zweiten Staffel Königin Serenitys Mondstab (Cutie Moon Rod), in der dritten Staffel den Mondstab der Liebe (Spiral Heart Moon Rod), in der vierten Staffel den Kaleidoskopstab (Kaleidomoon Scope) und in der fünften Staffel das Mondzepter des Lichts (Eternal Tiare, nach dem Upgrade Moon Power Tiare). Auch Sailor Chibi Moon besitzt zwei Zepter. Das Zepter der Zuckerherzen (Pink Moon Stick) und den Kaleidoskopstab (Chibi Moon Kaleido Scope) oder auch das Pegasus-Glöckchen (Crystal Carillon).

## Veröffentlichung
Mit dem Manga Sailor V erschien ab 1991 eine Vorgeschichte zu Sailor Moon. Darin kämpft Sailor V (die später als Sailor Venus in die Serie übernommen wurde) gegen die Dark Agency, eine Unterorganisation des Königreichs des Dunklen, gegen das Sailor Moon am Anfang ihrer eigenen Manga-Reihe kämpft.
Sailor Moon erschien in Japan von Februar 1992 bis März 1997 in Einzelkapiteln im Manga-Magazin Nakayoshi des Kōdansha-Verlags. Diese Einzelkapitel wurden auch in 18 Sammelbänden zusammengefasst. Im Rahmen der Ausstrahlung der TV-Realserie wurde die Manga-Reihe in Japan von September 2003 bis Juli 2004 erneut veröffentlicht, dieses Mal in zwölf Sammelbänden.
Auf Deutsch wurden die 18 Bände der ersten Manga-Fassung von Feest Comics von 1998 bis März 2000 veröffentlicht. In Deutschland wurden auch die fünf Artbooks der Manga-Reihe gespiegelt in westlicher Leserichtung veröffentlicht. Diese wurden später als 6-teilige Art Edition neu aufgelegt. Eine 12-teilige Neuauflage erschien bei Egmont Manga & Anime unter dem Titel Pretty Guardian Sailor Moon von Oktober 2011 bis Oktober 2012 in neuer Übersetzung und japanischer Leserichtung. Von März 2020 bis April 2022 erschien eine zehn Bände umfassende Ausgabe als Eternal Edition bei Egmont. Im November und Dezember 2012 erschienen auch Pretty Guardian Sailor Moon: Short Stories auf Deutsch. Und schließlich machte Codename: Sailor V, im Januar und Februar 2013 den Abschluss der deutschen Neuauflage. Am 5. November 2015 wurden die zwölf Bände zusammen als Collector’s Box nochmals veröffentlicht.
Außer in Japan und Deutschland ist Sailor Moon unter anderem auch in den USA, Bulgarien, China, Frankreich, Polen, der Niederlande, Griechenland, Portugal, Schweden, Russland, Indien, Israel, Taiwan, Rumänien, Malaysia, Lateinamerika, Kroatien, der Türkei, Vietnam, Südkorea, Spanien, Indonesien, Thailand, Litauen und Italien erschienen.

## Adaptionen

### Anime

#### Sailor Moon – Das Mädchen mit den Zauberkräften
Von 1992 bis 1997 produzierte das japanische Studio Tōei Animation fünf Staffeln mit insgesamt 200 Episoden:
- Staffel 1 (46 Episoden): Sailor Moon (Folge 1–46) (Erstausstrahlung in Japan vom 7. März 1992 bis 27. Februar 1993)
- Staffel 2 (43 Episoden): Sailor Moon R (Folge 47–89) (Erstausstrahlung in Japan vom 6. März 1993 bis 12. März 1994)
- Staffel 3 (38 Episoden): Sailor Moon S (Folge 90–127) (Erstausstrahlung in Japan vom 19. März 1994 bis 25. Februar 1995)
- Staffel 4 (39 Episoden): Sailor Moon SuperS (Folge 128–166) (Erstausstrahlung in Japan vom 4. März 1995 bis 2. März 1996)
- Staffel 5 (34 Episoden): Sailor Moon Sailor Stars (Folge 167–200) (Erstausstrahlung in Japan vom 9. März 1996 bis 8. Februar 1997)

Bei der Produktion führte bis Folge 59 Jun’ichi Satō Regie, ab Folge 60 bis Ende Staffel 4 Kunihiko Ikuhara und bei der Fünften Takuya Igarashi. Das Charakterdesign entwarf für die ersten beiden Staffeln Kazuko Tadano, dann Mari Tominaga, Ikuko Ito und für die letzte Staffel schließlich Katsumi Tamegai. Als künstlerischen Leiter hatte man zunächst Junichi Tanijuchi verpflichtet, der während der zweiten Staffel von Kunihiko Ikuhara abgelöst wurde. Für die letzte Staffel übernahm Takamura Mukuo diese Aufgabe. Produzenten waren Munehisa Higuchi, Iriya Azuma und Toshihiro Arisako.
Obwohl die Serie grundsätzlich der Geschichte des Manga folgt, gibt es einige Unterschiede. Da die Fernsehserie aufgrund ihrer schnelleren Entwicklung die Manga-Reihe zu überholen drohte, wurde für das erste Drittel der zweiten Staffel eigens eine zusätzliche Handlung geschrieben. Nach dem ersten Drittel der zweiten Staffel konnte die Geschichte des Mangas dann wieder aufgenommen werden. Das Ende der Geschichte der letzten Staffel unterscheidet sich ebenfalls stark von der Manga-Version, da es sich wesentlich länger hinzieht und auch von der Handlung her vollkommen anders abläuft.
In Deutschland lief die erste Staffel zunächst mit einer Folge pro Woche vom 13. Oktober 1995 bis zum 7. September 1996 im ZDF, allerdings wurde sie wegen der Ausstrahlung mitten in einem Zeichentrick-Programmblock von den meisten TV-Zeitschriften nicht erwähnt. Erst als Sailor Moon ab Mai 1997 auf RTL II mit einer Folge pro Werktag gesendet wurde, bekam die Serie auch im deutschsprachigen Raum Kultstatus. Die Serie wurde außerdem auf den Fernsehsendern Tele 5, Sat.1, Junior, Animax, VIVA und RTL II You wiederholt. Zuletzt strahlte der Sender sixx Sailor Moon ab dem 1. August 2020 am Samstagabend mit vier bzw. zeitweise zwei Episoden am Stück aus. Aufgrund schwacher Einschaltquoten setzte der Sender die Serie am 14. November 2020 nach nur 48 Episoden wieder ab. Im April 2021 kehrte die Serie erneut auf sixx mit vier Episoden am Stück zurück, jedoch im Nachtprogramm. In Österreich wurde Sailor Moon auf ORF 1, in der Schweiz auf SRF 1 gezeigt. Die Folge Nr. 89, die einen Rückblick auf die zweite und eine Vorschau auf die dritte Staffel enthält, wurde nie für das Fernsehen gekauft, synchronisiert und ausgestrahlt. Kazé Deutschland hat diese Episode in Japanisch mit deutschen Untertiteln auf der DVD-Box Sailor Moon R – Vol. 4 erstveröffentlicht. In der deutschen Fassung wurden einige inhaltliche Anpassungen vorgenommen, so wurde die homosexuelle Beziehung zwischen Haruka und Michiru als platonische Freundschaft dargestellt.
Für die Ausstrahlung in den USA wurden die Namen anglisiert, so wurde beispielsweise aus Usagi Serena. Teile der Handlung, wie das Sterben einiger Figuren am Ende, wurden verändert oder weggelassen. Außerdem schnitt man Szenen heraus oder veränderte diese aufgrund ihrer japanischen Bildsprache oder Symbolik, da diese nach dem Dafürhalten der Rechteverwerter für den amerikanischen Zuschauer nicht als verständlich befunden wurden. Zunächst wurden nur die ersten 65 Folgen ausgestrahlt. Nach einer Internet-Protestkampagne, bei der 30.000 Unterschriften gesammelt wurden, wurde die Serie fortgesetzt. Laut Fred Patten wurde die Serie, neben Dragon Ball, zur Ausstrahlung in den USA ausgewählt, weil sie in Japan im Fernsehen wie auf dem Videomarkt ein großer Erfolg war.
Die Serie wurde außerdem unter anderem ausgestrahlt in Großbritannien, Albanien, Frankreich, Schweden, Türkei, Italien, Marokko, Spanien, Portugal, Polen, Deutschland, Österreich, Schweiz, Griechenland, Russland, Ungarn, Lateinamerika, Volksrepublik China (sowohl auf Kantonesisch als auch auf Hochchinesisch), Südkorea, Malaysia, Indonesien, Thailand und auf den Philippinen. In der Ukraine wurde der deutsche Vorspann verwendet, der unübersetzt blieb; in Ungarn dafür der französische.
Ab Herbst 2010 lief Sailor Moon wieder in Italien, dort kamen auch erste Produkte vor Weihnachten auf den Markt. Ausstrahlungen in anderen europäischen Ländern und ein neues Merchandisingprogramm folgten. 2011 erwarb die m4e AG die Vermarktungsrechte für Sailor Moon für Deutschland, Österreich und der Schweiz und wollte die Serie wieder ins deutsche Fernsehen bringen. Jedoch erfolgte die Rückgabe der Vermarktungsrechte an Tōei Animation ein Jahr später. Zuletzt lief Sailor Moon vom 4. September 2016 bis zum 30. Juni 2017 auf dem Online-Sender RTL II You. Parallel dazu wurden die Episoden bis zu sieben Tage nach der RTL-II-You-Ausstrahlung über der Internetpräsenz von RTL II You sowie über Clipfish zum Abruf bereitgestellt. Crunchyroll SA (damals noch Viz Media Switzerland) veröffentlichte, unter dem hausinternen Label Kazé Deutschland, von November 2013 bis September 2015 Sailor Moon auf zehn DVD-Boxen. Enthalten sind zwei Videospuren: die deutsche Videospur mit den Video-Masters von RTL II und deutschem Ton und die japanische Remastered-Videospur mit japanischen Ton und deutschen Untertiteln. Als Grund hierfür gab Kazé die unterschiedlichen Laufgeschwindigkeiten der Episoden an. Die deutschen Masters laufen schneller als die original Japanischen. Ein Tongeschwindigkeitsangleich der deutschen Tonspur an die japanischen Masters wäre zwar technisch möglich gewesen, hätte aber laut Kazé die Tonlagen der Töne und Stimmen verändert. Kazé Deutschland kündigte für 2019 eine Neuveröffentlichung der Serie an. Diese sollte neben einer erneuten Veröffentlichung auf DVD auch auf Blu-ray erscheinen. Durch eine internationale Sperre seitens des Lizenzgebers durfte diese Lizenz nicht ausgewertet werden.
Am 20. Juli 2020 erschien durch Kazé die erste Staffel als Gesamtausgabe auf DVD und Blu-ray, dabei wird ein neues Bildmaster verwendet. Die zweite Staffelbox wurde für August angekündigt, dann jedoch auf den November verschoben und schließlich am 14. Januar 2021 veröffentlicht.

##### Specials
Bei den Specials handelt es sich um drei TV-Kurzepisoden und zwei Kino-Kurzfilme. In Japan gibt es nach wie vor die Tradition, vor dem Hauptfilm einen oder mehrere kürzere Vorfilme zu zeigen. Bei Anime werden die Vorfilme oft extra dafür produziert. Bisher wurde keines dieser Specials im deutschen Fernsehen gezeigt. Als Titel sind hier die Titel, unter denen die Specials in der internationalen Fangemeinde normalerweise bekannt sind, oder eine ungefähre Übersetzung des Originaltitels angegeben.
- Sailor Moon R Special – Make Up! Sailor Soldiers: Dieses Special fasst die Geschehnisse der ersten Staffel zusammen. Bunny und Chibiusa sitzen in einem Café und belauschen zwei Mädchen, die sich über die Sailor-Kriegerinnen und ihre jeweiligen Qualitäten unterhalten. Dieses Special wurde als Vorfilm zum ersten R-Movie im Kino gezeigt.
- Sailor Moon SuperS Specials:

1. An Elegant Metamorphosis – Crybaby Usagi’s Growth Diary: Usagi und Chibiusa sitzen an einem Brunnen und kommen auf das Thema, wie Usagi zu Sailor Moon wurde. Es folgt ein Rückblick auf die ersten drei Staffeln.
2. The Return of Haruka and Michiru – The Ghostly Puppet Show: Die beiden Outer Senshi Sailor Uranus und Sailor Neptun befinden sich in einem Luxushotel am Meer, um dort merkwürdige Vorkommnisse zu untersuchen. Doch da Haruka plötzlich krank wird, muss Michiru dies allein übernehmen.
3. Chibiusa’s Adventure – The Dreaded Vampire Castle: Dieses Special umfasst eine der Manga-Kurzgeschichten aus Chibiusas Tagebuch.

- Ami-chan no Hatsukoi – Amis erste Liebe: Die Verfilmung der Geschichte Amis erste Liebe aus dem Prüfungsstress-Kurzgeschichtenzyklus des Manga. Dieses Special wurde als Vorfilm zum dritten SuperS-Movie im Kino gezeigt. (Eigentlich sollte der gesamte Prüfungsstress-Zyklus verfilmt werden, das Projekt wurde aber abgebrochen.)

##### Kinofilme
Zu Sailor Moon entstanden insgesamt drei Kinofilme, die in Deutschland auf RTL II ausgestrahlt wurden und nie im Kino liefen. Sie wurden von RTL II lizenziert und als „Specials“ ausgestrahlt. Deswegen werden die Kinofilme häufig fälschlicherweise als „Specials“ bezeichnet und oft mit den echten Specials verwechselt. Alle drei Filme wurden durch RTL II und edel auf VHS veröffentlicht.
| # | Titel | Laufzeit | Kinopremiere (J)  | Ausstrahlung (D) |
| - | --- | -------- | ----------------- | ---------------- |
| 1 | Gefährliche Blumen (劇場版 美少女戦士セーラームーンＲ Gekijōban Bishōjo Senshi Sērā Mūn R, dt. „Schöne Mädchenkriegerin Sailor Moon R: Der Film“) | 62 Min.  | 5. Dezember 1993  | 12. Juni 1998    |
| 2 | Schneeprinzessin Kaguya (劇場版 美少女戦士セーラームーンＳ Gekijōban Bishōjo Senshi Sērā Mūn S, dt. „Schöne Mädchenkriegerin Sailor Moon S: Der Film“) | 61 Min.  | 4. Dezember 1994  | 15. Juni 1998    |
| 3 | Reise ins Land der Träume (美少女戦士 セーラームーン ＳｕｐｅｒＳ セーラー９戦士集結！ ブラック・ドリーム・ホールの奇跡 Bishōjo Senshi Sērā Mūn SuperS Sērā 9 Senshi Shūketsu! Burakku Dorīmu Hōru no Kiseki, dt. „Schöne Mädchenkriegerin Sailor Moon SuperS: Die 9 Sailor-Kriegerinnen versammeln sich! Das Wunder des schwarzen Traumlochs“) | 61 Min.  | 23. Dezember 1995 | 3. Oktober 1998  |

##### Synchronisation
Die Synchronfassung der ersten Staffel wurde von dem Münchner Studio Plaza Synchron hergestellt. Geschäftsführer Hans-Peter Kaufmann und Matthias von Stegmann führten dabei die Dialogregie und schrieben gemeinsam das Dialogbuch. Nachdem RTL II Sailor Moon in sein Programm aufgenommen hatte, übernahm ab der zweiten Staffel das Münchner Studio FFF Grupe die Synchronisation der Serie sowie der Filme. Andreas Barz war dort für die Dialogbücher und die Dialogregie verantwortlich.
Die Figuren sind jeweils in der Reihenfolge ihres Debüts sortiert und die Schreibweisen ihrer Namen entsprechen denen der deutschen DVD-Booklets.
Helden
| Figur                                                                                 | Japanischer Synchronsprecher (Seiyū)     | Deutscher Synchronsprecher                                                 | Folge                 | Staffel |
| ------------------------------------------------------------------------------------- | ---------------------------------------- | -------------------------------------------------------------------------- | --------------------- | ------- |
| Bunny Tsukino alias Sailor Moon alias Prinzessin/Neo-Königin Serenity                 | Kotono Mitsuishi Kae Araki (Folge 44–50) | Sabine Bohlmann (Staffel 1) Inez Günther (Staffel 2–5)                     | 1–200                 | 1–5     |
| Mamoru Chiba alias Tuxedo Mask alias Prinz/König Endymion alias Ritter des Mondlichts | Tōru Furuya                              | Matthias von Stegmann (Staffel 1) Dominik Auer (Staffel 2–5)               | 1–173, 197–200        | 1–5     |
| Ami Mizuno alias Sailor Merkur                                                        | Aya Hisakawa                             | Stefanie von Lerchenfeld                                                   | 8–200                 | 1–5     |
| Rei Hino alias Sailor Mars                                                            | Michie Tomizawa                          | Julia Haacke                                                               | 10–200                | 1–5     |
| Makoto Kino alias Sailor Jupiter                                                      | Emi Shinohara                            | Veronika Neugebauer                                                        | 25–200                | 1–5     |
| Minako Aino alias Sailor Venus                                                        | Rika Fukami                              | Claudia Lössl                                                              | 33–200                | 1–5     |
| Bunny „Chibiusa“ Tsukino alias Sailor Chibimoon alias Kleine Lady                     | Kae Araki                                | Nicola Grupe-Arnoldi                                                       | 60–88 103–172, 198    | 2 3–5   |
| Setsuna Meioh alias Sailor Pluto                                                      | Chiyoko Kawashima                        | Ulla Wagener Ditte Schupp (Folge 82 & 85) Sacha Holzheimer (Folge 116–126) | 64–85 110–126 167–200 | 2 3 5   |
| Haruka Tenoh alias Sailor Uranus                                                      | Megumi Ogata                             | Anke Korte                                                                 | 90–126 167–200        | 3 5     |
| Michiru Kaioh alias Sailor Neptun                                                     | Masako Katsuki                           | Ulrike Jenni                                                               | 90–126 167–200        | 3 5     |
| Hotaru Tomoe alias Sailor Saturn                                                      | Yūko Minaguchi                           | Andrea Wick                                                                | 111–126 167–200       | 3 5     |
| Seiya Kou alias Sailor Star Fighter                                                   | Shiho Nīyama                             | Ditte Schupp                                                               | 173–200               | 5       |
| Taiki Kou alias Sailor Star Maker                                                     | Narumi Tsunoda                           | Martina Duncker                                                            | 173–200               | 5       |
| Yaten Kou alias Sailor Star Healer                                                    | Chika Sakamoto                           | Irina Wanka                                                                | 173–200               | 5       |
| Chibi Chibi alias Sailor Chibi Chibi Moon                                             | Kotono Mitsuishi                         | Nicola Grupe-Arnoldi                                                       | 182–200               | 5       |

Gegner
| Figur                                                  | Japanischer Synchronsprecher (Seiyū) | Deutscher Synchronsprecher                           | Folge           | Staffel |
| ------------------------------------------------------ | ------------------------------------ | ---------------------------------------------------- | --------------- | ------- |
| Königin Perilia                                        | Keiko Han                            | Karin Kernke                                         | 1–46            | 1       |
| Jedyte                                                 | Masaya Onosaka                       | Kai Taschner                                         | 1–13            | 1       |
| Neflite                                                | Katsuji Mori                         | Pascal Breuer                                        | 13–24           | 1       |
| Zoisite                                                | Keiichi Nanba                        | Madeleine Stolze                                     | 14–35           | 1       |
| Kunzite                                                | Kazuyuki Sogabe                      | Rüdiger Bahr (Folge 22–25) Gudo Hoegel (Folge 27–44) | 22–44           | 1       |
| Königin Metallia                                       | Noriko Uemura                        | Ilona Grandke                                        | 25–46           | 1       |
| Ail alias Seijuro Ginga                                | Hikaru Midorikawa                    | Marc Stachel                                         | 47–59           | 2       |
| Anne alias Natsumi Ginga                               | Yumi Tōma                            | Melanie Manstein                                     | 47–59           | 2       |
| Baum der Dunklen Macht                                 | Taeko Nakanishi                      | Tonio von der Meden                                  | 47–59           | 2       |
| Rubeus                                                 | Wataru Takagi                        | Thomas Darchinger                                    | 60–74           | 2       |
| Kermesite                                              | Wakana Yamazaki                      | Martina Duncker                                      | 60–72, 86       | 2       |
| Berthierite                                            | Yuri Amano                           | Alisa Palmer                                         | 60–72, 86       | 2       |
| Calaverite                                             | Akiko Hiramatsu                      | Simone Brahmann                                      | 60–72, 86       | 2       |
| Petzite                                                | Megumi Ogata                         | Michèle Tichawsky                                    | 60–72, 86       | 2       |
| Erleuchteter alias Phantom der Macht                   | Eiji Maruyama                        | Gert Wiedenhofen                                     | 60–88           | 2       |
| Esmeraude                                              | Mami Koyama                          | Solveig Duda                                         | 73–84           | 2       |
| Prinz Diamond                                          | Kaneto Shiozawa                      | Stephan Rabow                                        | 74–87           | 2       |
| Saphir                                                 | Tsutomu Kashiwakura                  | Johannes Raspe                                       | 75–86           | 2       |
| Black Lady alias Chibiusa Tsukino                      | Kae Araki                            | Anna Carlsson                                        | 85–88           | 2       |
| Dr. Soichi Tomoe / Germatoid                           | Akira Kamiya                         | Thomas Rauscher / Jan Koester                        | 90–126          | 3       |
| Kaorinite alias Kaori                                  | Noriko Uemura                        | Michèle Tichawsky                                    | 90–102, 113–123 | 3       |
| Eugeal                                                 | Maria Kawamura                       | Jennifer Böttcher                                    | 102–111         | 3       |
| Mimet                                                  | Mika Kanai                           | Melanie Manstein                                     | 110–120         | 3       |
| Messias der Stille alias Mistress 9 alias Hotaru Tomoe | Yūko Minaguchi                       | Andrea Wick Beate Pfeiffer (Folge 112)               | 112–125         | 3       |
| Telulu                                                 | Chieko Honda                         | Michele Sterr                                        | 120–121         | 3       |
| Byruit                                                 | Yoshino Takamori                     | Scarlet Cavadenti                                    | 122             | 3       |
| Cyprin Petirol                                         | Yuriko Fuchizaki Rumi Kasahara       | Beate Pfeiffer                                       | 123             | 3       |
| Zirkonia                                               | Hisako Kyōda                         | Doris Gallart                                        | 128–166         | 4       |
| Tigerauge                                              | Ryōtarō Okiayu                       | Oliver Mink                                          | 128–149         | 4       |
| Fischauge                                              | Akira Ishida                         | Simone Brahmann                                      | 128–149         | 4       |
| Falkenauge                                             | Toshio Furukawa                      | Kai Taschner                                         | 128–149         | 4       |
| Königin Nehelenia                                      | Yoshiko Sakakibara                   | Sacha Holzheimer                                     | 148–172         | 4–5     |
| Selesele                                               | Yuri Amano                           | Andrea Wick                                          | 148–166         | 4       |
| Parapara                                               | Machiko Toyoshima                    | Sabine Bohlmann                                      | 148–166         | 4       |
| Junjun                                                 | Kumiko Watanabe                      | Stephanie Kellner                                    | 148–166         | 4       |
| Besubesu                                               | Junko Hagimori                       | Shandra Schadt                                       | 148–166         | 4       |
| Sailor Galaxia / Chaos                                 | Mitsuko Horie                        | Susanne von Medvey                                   | 167–200         | 5       |
| Sailor Iron Mouse                                      | Eriko Hara                           | Melanie Manstein                                     | 173–181         | 5       |
| Sailor Alumina Siren                                   | Kikuko Inoue                         | Michele Sterr                                        | 179–188         | 5       |
| Sailor Red Claw                                        | Chiharu Suzuka                       | Michèle Tichawsky                                    | 179–193         | 5       |
| Sailor Tin Nyanko                                      | Ikue Ōtani                           | Beate Pfeiffer                                       | 188–195         | 5       |

Nebencharaktere
| Figur                                | Japanischer Synchronsprecher (Seiyū) | Deutscher Synchronsprecher | Folge        | Staffel |
| ------------------------------------ | ------------------------------------ | --- | ------------ | ------- |
| Ikuko Tsukino                        | Sanae Takagi                         | Christina Hoeltel (Staffel 1–2) Frauke Raiser (Folge 50) Bettina Kenter (Staffel 4) Ulla Wagener (Folge 139) Carola Wegerle (Staffel 5) | 1–86 130–186 | 1–2 4–5 |
| Luna                                 | Keiko Han                            | Ulli Philipp (Staffel 1) Mara Winzer (Staffel 2–5)                                                                                      | 1–200        | 1–5     |
| Haruna Sakurada                      | Chiyoko Kawashima                    | Uschi Wolff | 1–58         | 1–2     |
| Naru Osaka                           | Shino Kakinuma                       | Stephanie Kellner | 1–131        | 1–4     |
| Gurio Umino                          | Keiichi Nanba                        | Dominik Auer (Staffel 1) Benedikt Weber (Staffel 2–4)                                                                                   | 1–131        | 1–4     |
| Shingo Tsukino                       | Chiyoko Kawashima                    | Benedikt Gutjan Benedikt Weber (Staffel 3)                                                                                              | 1–144        | 1–4     |
| Motoki Furuhata                      | Hiroyuki Satō                        | Hubertus von Lerchenfeld | 2–165        | 1–4     |
| Kenji Tsukino                        | Yūji Machi                           | Tonio von der Meden | 2–66         | 1–2     |
| Reis Großvater                       | Tomomichi Nishimura                  | Michael Habeck (Staffel 1) Oliver Grimm (Folge 10) Gert Wiedenhofen (Staffel 2–4)                                                       | 10–136       | 1–4     |
| Yuichiro Kumada                      | Bin Shimada                          | Axel Malzacher (Staffel 1) Benedikt Weber (Staffel 2–4)                                                                                 | 30–136       | 1–4     |
| Artemis                              | Yasuhiro Takato                      | Bernd Stephan | 33–200       | 1–5     |
| Königin Serenity                     | Mika Doi                             | Helga Trümper (Staffel 1) Frauke Raiser (Staffel 2)                                                                                     | 35–51        | 1–2     |
| Unazuki Furuhata                     | Miyako Endō Eriko Hara (Staffel 3)   | Beate Pfeiffer | 69–165       | 2–4     |
| Pegasus alias Helios                 | Taiki Matsuno                        | Marc Stachel Ole Pfennig (Folge 131 & 137–149)                                                                                          | 128–166      | 4       |
| Diana                                | Kumiko Nishihara                     | Sabine Bohlmann | 133–172      | 4–5     |
| Prinzessin Kakyuu                    | Sakiko Tamagawa                      | Shandra Schadt | 193–200      | 5       |
| Licht der Hoffnung alias Chibi Chibi | Kotono Mitsuishi                     | Michele Sterr | 200          | 5       |

##### Musik
Der Original-Soundtrack stammt größtenteils von Takanori Arisawa, der die Arbeit als wichtigen Teil seines Lebens ansieht. Als die Fernsehserie 1995 nach Deutschland kam, wurde Andy Knote aus den Toyco Studios mit der Komposition und Einspielung eines neuen Titelliedes beauftragt, Sag das Zauberwort, welches von Tina Hierstetter gesungen wurde.
Die japanischen Vorspanntitel sind:
- Moonlight Densetsu (ムーンライト伝説) von DALI (Staffel 1–2)
- Moonlight Densetsu (ムーンライト伝説) von MoonLips (Staffel 3–4)
- Sailor Star Song (セーラースターソング) von Kae Hanazawa (Staffel 5)

International wurden unter anderem verwendet:
- Sailor Moon Theme von Nicole Price und Bynne Price
- Sana ay di na Magwakas von Angelika Dela Cruz

Die Abspanne wurden unterlegt mit folgenden Liedern:
- Heart Moving von Misae Takamatsu (Staffel 1)
- Princess Moon (プリンセス・ムーン) von Ushio Hashimoto (Staffel 1)
- Otome no Policy (乙女のポリシー) von Yoko Ishida (Staffel 2)
- Tuxedo Mirage (タキシード・ミラージュ) von Peach Hips (Staffel 3)
- Watashi-tachi ni Naritakute (私たちになりたくて) von Miwako Fujitani (Staffel 4)
- "Rashiku" Ikimasho (“らしく” いきましょ) von Meu (Staffel 4)
- Kaze mo Sora mo Kitto... (風も空もきっと．．．) von Arisa Mizuki (Staffel 5)
- Moonlight Densetsu (ムーンライト伝説) von MoonLips (Episode 200)

Der zunehmende Erfolg in Deutschland führte 1998 zur Gründung des Bandprojektes Super Moonies, bei dem die Serie als „Zugpferd“ für selbstkomponierte deutsche Popsongs genutzt werden sollte. Für die Ausstrahlung auf RTL II wurden ab 1998 auch zwei neue Openings der Super Moonies verwendet, während für ORF 1 und Sat.1 das Opening aus den Toyco Studios beibehalten wurde. Die Super Moonies verkauften insgesamt über eine Million Tonträger, das Projekt wurde Anfang 2000 aber wieder eingestellt. Für die Ausstrahlung auf VIVA wurde eine auf zehn Sekunden verkürzte Version des Openings Moonlight Densetsu verwendet. RTL II You nutzte für die Ausstrahlung von Sailor Moon die japanischen Openings und Endings.
Bisweilen sind in einzelnen Episoden auch Arrangements zu hören, die nicht eigens für die Animeserie entstanden sind. So fand in den Folgen 34 und 108 ein mit dem Titel Dark Hams Wood bezeichnetes Stück Verwendung, welches dem musikalischen Akt Movement III: The Hunt entstammt. Dieser wiederum wurde im Jahr 1988 von Anthony Phillips und Harry Williamson für die Literaturverfilmung Tarka, der Otter komponiert. In Folge 44 ist mit dem Satz Presto 3/4 g-Moll des Violinkonzerts L’estate ein Ausschnitt aus dem Werk Die vier Jahreszeiten von Antonio Vivaldi zu hören.

##### DVD-Veröffentlichung
| DVD-Name | Episoden | Disks | VÖ-Datum           | Zusätzliche Informationen                                                        |
| -------- | -------- | ----- | ------------------ | -------------------------------------------------------------------------------- |
| Box 1    | 23       | 6     | 29. November 2013  | Enthält die ersten 23 Episoden der Serie: - Sailor Moon – Vol. 1                 |
| Box 2    | 23       | 6     | 31. Januar 2014    | Enthält die Episoden 24 bis 46 der Serie: - Sailor Moon – Vol. 2                 |
| Box 3    | 22       | 6     | 25. April 2014     | Enthält die Episoden 47 bis 68 der Serie: - Sailor Moon R – Vol. 3               |
| Box 4    | 21       | 6     | 27. Juni 2014      | Enthält die Episoden 69 bis 89 der Serie: - Sailor Moon R – Vol. 4               |
| Box 5    | 19       | 5     | 6. Oktober 2014    | Enthält die Episoden 90 bis 108 der Serie: - Sailor Moon S – Vol. 5              |
| Box 6    | 19       | 5     | 28. November 2014  | Enthält die Episoden 109 bis 127 der Serie: - Sailor Moon S – Vol. 6             |
| Box 7    | 20       | 5     | 27. Februar 2015   | Enthält die Episoden 128 bis 147 der Serie: - Sailor Moon SuperS – Vol. 7        |
| Box 8    | 19       | 5     | 24. April 2015     | Enthält die Episoden 148 bis 166 der Serie: - Sailor Moon SuperS – Vol. 8        |
| Box 9    | 17       | 5     | 31. Juli 2015      | Enthält die Episoden 167 bis 183 der Serie: - Sailor Moon Sailor Stars – Vol. 9  |
| Box 10   | 17       | 5     | 25. September 2015 | Enthält die Episoden 184 bis 200 der Serie: - Sailor Moon Sailor Stars – Vol. 10 |

##### Fanbücher
Beim Egmont Ehapa Verlag sind von 1999 bis 2000 Fanbücher erschienen, die darin die Handlung und Charaktere des Animes beschreiben und alle Staffeln abdeckt. Die Reihe wurde monatlich veröffentlicht und kam auf 22 Heftchen.

#### Sailor Moon Crystal
Sailor Moon Crystal ist eine Animeserie, welche zum 20-jährigen Jubiläum des Sailor-Moon-Franchise produziert wurde. Die ersten beiden Staffeln wurden von Juli 2014 bis Juli 2015 auf der Videoplattform Nico Nico Douga als Simulcast auf Japanisch mit mehrsprachigen Untertiteln ausgestrahlt. Später erfolgten auch Ausstrahlungen im japanischen und deutschen Fernsehen. Eine dritte Staffel lief in Japan von April bis Juni 2016 und in Deutschland von November 2016 bis Januar 2017. Zu der Serie entstand noch ein Filmprojekt, das als Sailor Moon Eternal in zwei Teilen im Januar und Februar 2021 veröffentlicht wurde und die Handlung von Sailor Moon Crystal entsprechend dem Manga fortführte. Im Juni 2021 wurden die japanische Originalfassung sowie eine deutsche Synchronisation des Films auf Netflix veröffentlicht. Ein weiteres Filmprojekt, das als Sailor Moon Cosmos ebenfalls in zwei Teilen im Juni 2023 veröffentlicht wurde, schloss die Handlung von Sailor Moon Crystal ab. Auch diese Filme erschienen in der japanischen Originalfassung sowie in deutscher Synchronisation Ende August 2024 auf Netflix.

### Sailor Moon live

#### Live-Musicals
1993 bis 2005 und 2013 bis 2015 erschien unter dem Namen Sērāmyu (Kunstwort aus Sailor (Sērā) und Musical (myujikaru) in der japanischen Aussprache) zu Sailor Moon jedes Jahr ein Live-Musical in jeweils einer Sommer- und einer Winter-Version. Seit 1993 sind daraus 27 verschiedene Musicals (14 Stücke, mit jeweils einer „Kaiteiban“-Version (=veränderte und erweiterte Fassung)) mit insgesamt über 800 Aufführungen geworden. Die meisten Musicals folgen der Handlung des Manga oder Anime, doch werden die entsprechenden Plots zum Teil stark verändert, so dass sich interessante und verblüffende Wendungen ergeben.
Neben der gängigen Sailor Moon-Handlung der Mangas wurden auch Stücke mit neuer Handlung konzipiert:
- Last Dracul: Ein dreiteiliges Vampir-Stück, das vage auf einer Zusatzgeschichte um Sailor Chibi Moon basiert.
- Kaguya-shima Densetsu: Ein Stück, das die Sailor-Kriegerinnen auf eine (mehr oder weniger) einsame Insel verschlägt.
- Shin Kaguya-shima Densetsu: Im Grunde ein Kaiteiban zum Kaiteiban von „Kaguya-shima Densetsu“, aber offiziell nicht als solches bezeichnet.

Anlässlich des 20-jährigen Jubiläums von Sailor Moon wurde im September 2013 ein weiteres Seramyu Musical mit dem Titel La Reconquista aufgeführt. Es gab drei Aufführungen. Das Außergewöhnliche an diesem Musical-Titel war, dass man diese Aufführungen auch von Zuhause am Computer per Nico Nico Douga anschauen konnte. Es war das erste Sailor Moon Musical, welches live im Internet übertragen wurde.
Zu den Musicals gibt es viel Merchandise, beispielsweise Videos, DVDs und CDs.

#### Realserie
Aufgrund der in Japan auch heute noch anhaltenden Nachfrage wurde eine 49 Folgen umfassende Live-Action-Serie mit dem Titel Pretty Guardian Sailor Moon produziert. Unter anderem waren Miyū Sawai als Sailor Moon und Keiko Kitagawa als Sailor Mars zu sehen; letztere schaffte es später auch in den Reboot-Anime als Stimme von Sailor Cosmos und Guardian Cosmos. Die Serie wurde vom 4. Oktober 2003 bis zum 25. September 2004 auf dem japanischen Sender TBS ausgestrahlt.
Die Live-Action-Serie war eine Mischung aus der schon bekannten Manga-Handlung und neuen Elementen. Mitbeteiligt war die ursprüngliche Zeichnerin Naoko Takeuchi. Im November 2004 erschien in Japan ein Serien-Special mit dem Namen Special Act: わたしたち結婚します!!  (Special Act:  Watashi-tachi Kekkonshimasu!!) auf DVD, in dem es um die Hochzeit von Usagi und Mamoru geht. Ein zweites Special mit dem Titel Act Zero:  セーラーＶ誕生！ (Act Zero: SEERAA V Tanjyou!), erschien im März 2005. Das zweite Special behandelte die Vorgeschichte und die Anfänge von Sailor V. Am 2. Mai 2004 wurde zu der Serie ein Musical mit dem Namen Kirari Super Live aufgeführt. Dieses Musical wurde am 27. August 2004 auf VHS und DVD veröffentlicht.
Wie schon der Anime wurde auch die Realserie zum Großteil durch Merchandising finanziert. So gibt es für fast jeden Charakter eine eigene Single mit Charakterliedern sowie mehrere Alben.
Am 25. Dezember 2023 erschien im Rahmen des 20. Jubiläums der Serie ein Special namens セーラー戦士 20年目の同窓会 (SEERAA Senshi 20 Nenme no Dousoukai) auf CBC, in dem die Schauspielerinnen der Inner Senshi einen Blick hinter die Kulissen gaben und von den Castings und davon, wie sie Freundinnen geworden sind, erzählten.

### Computerspiele
Ab 1993 wurden für den japanischen Markt zahlreiche Sailor-Moon-Computerspiele für SNES, PlayStation, Game Boy, Sega Saturn, Sega Mega Drive und Sega Game Gear entwickelt. Ein Sailor Moon Super-Nintendo-Kampfspiel, welches sich an der ersten Staffel orientiert, wurde 1994 auch von Bandai Frankreich veröffentlicht.

## Rezeption und Analyse
Die Serie richtet sich vor allem an junge Mädchen, enthält aber auch viele Parodien auf das Sentai-Genre oder andere Animes, sodass Sailor Moon auch bei vielen männlichen und älteren Zuschauern Beachtung fand. Daher wurde das Merchandising zur Serie in Japan ein Verkaufserfolg. Laut Fred Patten hat die Serie zu ihrer Zeit in Japan Erfolgsrekorde gebrochen. Paul Gravett meint, der Manga habe dem Magical-Girl-Genre neues Leben eingehaucht. Naoko Takeuchi erhielt für die Manga-Reihe 1993 den Kōdansha-Manga-Preis in der Kategorie Shōjo.
Sailor Moon wurde international in vielen Ländern beliebt, im Internet entstanden innerhalb kürzester Zeit hunderte von Fanseiten. Nach einer Umfrage unter deutschen Manga-Fans des Instituts Sozioland aus dem Jahr 2005 ist die Manga-Reihe für viele Befragten neben Dragon Ball die erste Serie, die sie gelesen haben. Daneben gehört er auch zu den beliebtesten Mangas in der deutschen Fangemeinde. Der erste Band der deutschen Neuauflage von EMA wurde 2012 mit dem Sondermann-Preis in der Kategorie Manga/Manhwa International ausgezeichnet. Eine Wiederholung der Fernsehserie bei RTL II im Jahr 2023 konnte eine Einschaltquote von 5,7 % bis 7,7 % unter den 14- bis 49-Jährigen erzielen. Bei späteren Folgen fiel die Einschaltquote jedoch auf 0,4 % bis 0,7 % in der Zielgruppe und 0,1 % insgesamt.
Patrick Drazen erklärt den internationalen Erfolg der Serie damit, dass zum einen thematisch ähnliche Serien wie Verliebt in eine Hexe und Buffy – Im Bann der Dämonen in den USA populär wurden und zum anderen Sailor Moon die erste Shōjo-Serie war, die im Westen ausgestrahlt wurde. Dabei war sie thematisch und in den stilistischen Mitteln für den westlichen Zuschauer wesentlich leichter zu verstehen, als andere Serien dieser Zeit, wie Fushigi Yuugi, deren Humor oft in Super-deformed-Szenen lag. Auch das aufkommende Internet hat laut Patrick Drazen einen Anteil am Erfolg geliefert. In ihrer Handlung zeige die Serie zum einen die in der Pubertät aufkeimende Sexualität, die durch die magischen Kräfte symbolisiert wird. Ein anderes Thema sind die Herausforderungen, denen sich Usagi mit ihren Kräften stellen muss, denen sie nicht gewachsen zu sein scheint und für die sie dennoch den Mut aufbringt. Dazu kommen, neben unmenschlichen, monsterartigen Gegenspielern, auch menschliche, die Gefühle zeigen und deren Geschichten aus ihrer Sicht erzählt werden. Im Original der Serie kommt es auch zu dramatischen Wendungen, wie dem Tod eines Charakters, was in der Übersetzung jedoch nicht immer erhalten blieb. Beides ist für westliche Fernsehserien sehr unüblich, im Anime aber ein gängiger Teil von Handlungen. Auch Wiedergeburt ist mehrfach ein Thema. Die Nacktheit der Sailor-Kriegerinnen bei ihrer Verwandlung hat laut Patrick Drazen keine sexuelle Bedeutung, sondern symbolisiert die Reinigung, die für die magischen Kräfte notwendig ist.
Laut Fred Patten hat die Anime-Serie mit ihrem Erfolg wesentlich dazu beigetragen, dass weitere Animes im US-amerikanischen Fernsehen ausgestrahlt wurden und dass dem Medium ein neues, junges Publikum erschlossen wurde. Susan J. Napier sieht in Sailor Moon auch einen Ausdruck der Veränderung der Frauenrolle in Japan hin zu einer kraftvolleren und aktiveren Rolle. Für Radosław Bolałek, Gründer des polnisch-tschechischen Verlags Hanami, ist Sailor Moon das Werk, das dem Medium Comic in Nordamerika und Europa erstmals eine große weibliche Leserschaft erschlossen hat. Der Manga, den man auch als „Superhelden-Serie für Mädchen“ beschreiben könne, biete eine „Mixtur aus Mythen und Legenden“ in „kitschig-eleganter Optik“. Entscheidend für die Begeisterung der Mädchen für die Serie sei, dass die Heldinnen nicht nur für Gerechtigkeit, sondern auch Liebe kämpften.
Laut Dinah Zank liefert die Serie mit Usagi eine Hauptfigur, mit der sich die Konsumentinnen leicht identifizieren können. Motive der Serie seien weniger romantische Beziehungen als Freundschaft, Durchhaltevermögen und der Kampf für eine gute Sache. So bilden die Heldinnen der Serie ein Pendant zu den männlichen amerikanischen Superhelden, wobei sie bestehende Grenzen zwischen den Geschlechtern überschreiten, wenn sie sich dem Kampf hingeben. Dabei ist Weiblichkeit die Voraussetzung für die Macht, da selbst die später hinzukommenden Sailor Starlights, im Alltagsleben männlich, für den Kampf weiblich werden. Zugleich wird aber auch die weibliche Seite der Charaktere betont, so Usagis zukünftige Rolle als Mutter und Mondprinzessin. Dabei stehe sie in einer gleichberechtigten Beziehung zu ihrem späteren Ehemann Tuxedo Mask. Ihre Furcht und Verwirrung über ihre neue Identität und Macht ist dabei zu vergleichen mit dem Einsetzen der Pubertät.

## Trivia
- Hideaki Anno übernahm den Vornamen von Rei Hino für die Figur der Rei Ayanami in Neon Genesis Evangelion.[33]